# Anna Sutorius
Anna Sutorius (Tilburg, 8 mei 1880 – Bilthoven, 30 juni 1954) was een Nederlandse kinderboekenschrijfster en tekstdichteres. Ze schreef meer dan honderd jeugdboeken.
Het bekendste werk van Sutorius is het kinderliedje 'Onder moeders paraplu' (1910).

## Leven
Anna Sutorius groeide op in een katholiek gezin. Zij was de dochter van wolhandelaar Wilhelmus Hubertus Alphonse Sutorius en Anna Maria Josepha Swagemakers. Zij had vijf zussen en een broertje. Sutorius bleef altijd ongetrouwd. Wel was zij pleegmoeder van een nichtje.

## Werk
Sutorius debuteerde in 1907 met Kinderwereld, een bundel kinderversjes met tekeningen van Rie Cramer. De versjes werden op muziek gezet door Catharina van Rennes.
De leesboeken van Anna Sutorius waren zeer geliefd bij de jeugd in de eerste helft van de twintigste eeuw. De inhoud was minder braaf dan ander werk uit die periode, kinderen in haar verhalen konden ondeugend zijn en ouders en onderwijzers hadden niet altijd gelijk. In Meisjes-idylle bijvoorbeeld trekken meisjes er zonder ouderlijk toezicht met de auto op uit en in 't Dorpskindje "loopt" een H.B.S.-meisje met een jongen. De kritieken op het werk van Sutorius waren dan ook zeer gemengd.
De boeken en liedbundels werden geïllustreerd door onder anderen Rie Cramer, Nelly Spoor, Berhardina Midderigh-Bokhorst, Sijtje Aafjes en Wouter Kauders.
Componist Johannes Wierts zette veel van haar versjes op muziek. Bijvoorbeeld: 'Onder moeders paraplu'; 'Klein poppedijntje, donderidon'; 'Een aardig, klein wit poesje was op de wandeling'; en 'Prinsesje in de tuin'. Ook door Nelly van der Linden van Snelrewaard-Boudewijns werden liedteksten van haar hand getoonzet.
Drie van haar liedjes werden opgenomen in het kinderliedboek Kun je nog zingen, zing dan mee! Voor jonge kinderen (1912). Hierdoor konden deze liedjes in ruimere kring bekend raken.

### Versjes en liedjesbundels
- Kiekjes uit het kinderleven (ca. 1910), muziek van J.P.J. Wierts
- In de speelkamer (1912), ill. Berhardina Midderigh-Bokhorst. Reeks: Voor school en thuis
- Winkeltje spelen (1912). Reeks: Voor school en thuis
- Kleuterboekje (ca. 1914)
- Van drie kaboutertjes (ca. 1915). Reeks: Voor school en thuis
- Een stout grapje (ca. 1915), ill. Berhardina Midderigh-Bokhorst
- Stoute poppen-kinderen (ca. 1915)
- Voor kleine kleuters (ca. 1925)

### Boeken / verhalen
- De reis in den hoedendoos (ca. 1922)
- 't Dorpskindje (1924)
- Het nieuwe St. Nicolaasboek (ca. 1925)
- De kinderen van het bloemenhuis (1932)
- De Heuvelhoeve (ca. 1937)
- Meisje Idylle (ca. 1938)
- De kinderen van het Laurierstraatje (ca. 1939)
- De Vierde Mulo (ca. 1946)
- Het huis met de vier populieren (ca. 1950)